# Спасский собор (Куйбышев)
Спасский собор — православный храм в городе Куйбышеве Новосибирской области, кафедральный собор Каинской епархии Русской православной церкви. Построен в начале 2020-х годов на месте собора, построенного в 1804 году и разрушенного в советский период.

## История

### Период Российской империи
Строительство велось с 1787 года на пожертвования жителей города. Существенную роль в появлении храма сыграли крестьянин Кожевников, мещанин Куишловский и псаломщик Димитрий Лашков. В 1804 году состоялось его освящение, а площадь, на которой он был воздвигнут, получила название Соборной.
Помимо Каинска (прежнее название Куйбышева) приход включал в себя такие поселения как «Мошнина, Абрамова, Старо-Гребенщикова, Старо-Кандакова, Малинина и Сарапулова».
В 1836 году на средства купцов Поздышевых был возведён придел в честь Покрова Пресвятой Богородицы. В 1877 году прихожане пожертвовали в пользу храма «иконостас с иконами изящной работы, подсвечники и лампады к местным иконам и отполировали стены, что стоило 8941 рубль 47 копеек»; значительную часть этой суммы составили деньги каинских купцов 2-й гильдии — Ивана Петровича Ерофеева (2500 рублей) и Димитрия Фёдоровича Мясникова (1500 рублей).
Согласно учёту Спасского собора в 1890 году приход насчитывал 4321 прихожанина, в 1909 — 3572, в 1911—2733, в 1914 — 3362.

### Советское время
4 июля 1937 года Спасский собор посетила комиссия Куйбышевского РИКа, по итогам обследования которой был составлен акт, в нём утверждалось, что «здание находится в самом бесхозяйственном состоянии, со стороны церковного совета превращена в лесной склад и мусорную яму, весь церковный инвентарь находится в антисанитарном состоянии…, возможно распространение эпидемии». Однако И. А. Вавилов, староста церковного совета, отказался поставить свою подпись в данном документе. В результате было принято решение о закрытии и сносе храма. Это вызвало недовольство верующих, пытавшихся отстоять церковь на краевом и республиканском уровне. Тем не менее 1 февраля 1938 года она была закрыта и в 1939 году взорвана.
На разрушение храма отреагировала газета «Советская Сибирь», где появилась статья с авторской подписью Н. Сибирского, заметившего, что церкви «рушат, а строят тюрьмы и винные заводы» (кирпич собора планировали использовать для укрупнения куйбышевского винно-водочного завода и сооружения тюремной казармы).
После отправленных в Москву писем о нарушениях местных властей последовала реакция в виде смещения председателей Куйбышевского РИКа и горсовета, но храм уже был уничтожен.
Впоследствии на месте церкви установили памятник Валериану Куйбышеву, именем которого в советское время был назван город.

### Российский период
В 2014 году было составлено обращение с 4635 подписями горожан в пользу восстановления собора. В 2019 году обнаружен его фундамент и древний погост, а также принято решение о переносе памятника Куйбышеву в другое место.
В августе 2020 года состоялось освящение основания, и менее чем год спустя были возведены церковные стены. Уже в 2021 году митрополит Новосибирский и Бердский Никодим во время посещения Каинской епархии совершил первую литургию в воссозданном храме, а 14 августа 2022 года провёл обряд великого освящения собора.